# Tournoi d'ouverture du championnat d'Argentine de football 2008
Navigation
Tournoi précédent Tournoi suivant
Le tournoi d'ouverture de la saison 2008 du Championnat d'Argentine de football est le premier tournoi semestriel de la 79e édition du championnat de première division en Argentine. Les vingt équipes sont regroupées au sein d'une poule unique où elles affrontent une fois chacun de leurs adversaires. Il n'y a ni promotion, ni relégation à l'issue de ce tournoi.
C'est le club de Boca Juniors qui remporte le tournoi après avoir terminé en tête d'une poule de barrage, ayant terminé à égalité de points avec San Lorenzo de Almagro et le Tigre en tête du tournoi régulier. C'est le vingt-neuvième titre de champion d'Argentine de l'histoire du club.
L'un des clubs phares du pays et tenant du titre, River Plate, manque totalement son tournoi et termine à la dernière place du classement.

## Qualifications continentales
Le vainqueur du tournoi Ouverture est directement qualifié pour la Copa Libertadores 2009. Un classement cumulé des trois derniers tournois permet de désigner les cinq clubs engagés en Copa Libertadores : les trois vainqueurs des tournois semstriels puis les meilleures équipes non encore qualifiées au classement cumulé.

## Les clubs participants
| \| Buenos Aires La Plata Rosario Jujuy Santa Fe Mendoza Tucumán \| Villes représentées lors de la saison 2008-2009 |
| Buenos Aires La Plata Rosario Jujuy Santa Fe Mendoza Tucumán                                                       |

- Arsenal
- Gimnasia y Esgrima (La Plata)
- Gimnasia y Esgrima (Jujuy)
- Rosario Central
- Huracán
- Boca Juniors
- Banfield
- Colón (Santa Fe)
- Independiente
- Lanús
- Newell's Old Boys (Rosario)
- Argentinos Juniors
- Racing Club
- San Lorenzo de Almagro
- Estudiantes (La Plata)
- Tigre
- River Plate
- Vélez Sársfield
- San Martin (Tucumán) - Promu de Primera B Nacional
- Godoy Cruz (Mendoza) - Promu de Primera B Nacional

## Compétition
Le barème utilisé pour établir le classement est le suivant :
- Victoire : 3 points
- Match nul : 1 point
- Défaite : 0 point

### Classement
| Rang | Équipe                        | Pts | J  | G  | N | P  | Bp | Bc | Diff |
| ---- | ----------------------------- | --- | -- | -- | - | -- | -- | -- | ---- |
| 1    | San Lorenzo de Almagro        | 39  | 19 | 12 | 3 | 4  | 34 | 17 | +17  |
| 2    | Boca Juniors                  | 39  | 19 | 12 | 3 | 4  | 33 | 21 | +12  |
| 3    | Tigre                         | 39  | 19 | 12 | 3 | 4  | 31 | 19 | +12  |
| 4    | Lanús                         | 37  | 19 | 11 | 4 | 4  | 34 | 23 | +11  |
| 5    | Newell's Old Boys (Rosario)   | 31  | 19 | 8  | 7 | 4  | 26 | 18 | +8   |
| 6    | Arsenal                       | 28  | 19 | 8  | 4 | 7  | 26 | 27 | -1   |
| 7    | Estudiantes (La Plata)        | 28  | 19 | 8  | 4 | 7  | 24 | 25 | -1   |
| 8    | Gimnasia y Esgrima (La Plata) | 27  | 19 | 6  | 9 | 4  | 17 | 15 | +2   |
| 9    | Vélez Sarsfield               | 26  | 19 | 7  | 5 | 7  | 22 | 27 | -5   |
| 10   | Colón (Santa Fe)              | 23  | 19 | 5  | 8 | 6  | 29 | 25 | +4   |
| 11   | Argentinos Juniors            | 23  | 19 | 5  | 8 | 6  | 25 | 26 | -1   |
| 12   | Godoy Cruz (Mendoza)P         | 23  | 19 | 6  | 5 | 8  | 25 | 28 | -3   |
| 13   | Banfield                      | 23  | 19 | 5  | 8 | 6  | 18 | 21 | -3   |
| 14   | Racing Club                   | 22  | 19 | 5  | 7 | 7  | 19 | 22 | -3   |
| 15   | Gimnasia y Esgrima (Jujuy)    | 21  | 19 | 6  | 3 | 10 | 19 | 31 | -12  |
| 16   | San Martin (Tucumán)P         | 20  | 19 | 5  | 5 | 9  | 15 | 18 | -3   |
| 17   | Huracán                       | 20  | 19 | 5  | 5 | 9  | 18 | 29 | -11  |
| 18   | Independiente                 | 18  | 19 | 4  | 6 | 9  | 15 | 23 | -8   |
| 19   | Rosario Central               | 15  | 19 | 4  | 3 | 12 | 20 | 26 | -6   |
| 20   | River PlateT                  | 14  | 19 | 2  | 8 | 9  | 20 | 29 | -9   |

|  | Participation à la poule pour le titre          |
|  | T : Tenant du titre P : Club promu de Primera B |

### Poule pour le titre
| Rang | Équipe                 | Pts | J | G | N | P | Bp | Bc | Diff |  | Résultats (▼ dom., ► ext.) | Boca | Tigr | SLor |
| ---- | ---------------------- | --- | - | - | - | - | -- | -- | ---- |  | -------------------------- | ---- | ---- | ---- |
| 1    | Boca Juniors           | 3   | 2 | 1 | 0 | 1 | 3  | 2  | +1   |  | Boca Juniors               |      | 0-1  |      |
| 2    | Tigre                  | 3   | 2 | 1 | 0 | 1 | 2  | 2  | 0    |  | Tigre                      |      |      | 1-2  |
| 3    | San Lorenzo de Almagro | 3   | 2 | 1 | 0 | 1 | 3  | 4  | -1   |  | San Lorenzo de Almagro     | 1-3  |      |      |

### Qualification pour la Copa Libertadores 2009
Un classement cumulé des trois derniers tournois disputés (Ouverture 2007, Clôture 2008 et Ouverture 2008) permet de distribuer les cinq places attribuées à la fédération argentine. Les trois vainqueurs des tournois sont automatiquement qualifiés pour le premier tour tout comme le meilleur non-qualifié au classement cumulé tandis que le deuxième de ce classement doit démarrer en tour préliminaire. 
| Rang | Équipe                        | Pts | J  | G  | N  | P  | Bp | Bc | Diff |
| ---- | ----------------------------- | --- | -- | -- | -- | -- | -- | -- | ---- |
| 1    | Boca JuniorsOuv 2008          | 109 | 57 | 32 | 13 | 12 | 98 | 54 | +44  |
| 2    | San Lorenzo de Almagro        | 103 | 57 | 31 | 10 | 16 | 93 | 65 | +28  |
| 3    | Estudiantes (La Plata)        | 97  | 57 | 27 | 16 | 14 | 80 | 60 | +20  |
| 4    | Tigre                         | 95  | 57 | 28 | 11 | 18 | 83 | 76 | +7   |
| 5    | LanúsOuv 2007                 | 93  | 57 | 27 | 12 | 18 | 94 | 84 | +10  |
| 6    | Newell's Old Boys (Rosario)   | 87  | 57 | 24 | 15 | 18 | 63 | 59 | +4   |
| 7    | Vélez Sarsfield               | 85  | 57 | 24 | 13 | 20 | 71 | 69 | +2   |
| 8    | Argentinos Juniors            | 84  | 57 | 23 | 15 | 19 | 77 | 70 | +7   |
| 9    | River PlateClo 2008           | 80  | 57 | 21 | 17 | 19 | 80 | 75 | +5   |
| 10   | Arsenal                       | 79  | 57 | 22 | 13 | 22 | 67 | 76 | -9   |
| 11   | Independiente                 | 77  | 57 | 20 | 17 | 20 | 73 | 61 | +12  |
| 12   | Banfield                      | 77  | 57 | 21 | 14 | 22 | 76 | 78 | -2   |
| 13   | Huracán                       | 72  | 57 | 18 | 18 | 21 | 57 | 68 | -11  |
| 14   | Colón (Santa Fe)              | 68  | 57 | 17 | 17 | 23 | 73 | 74 | -1   |
| 15   | Gimnasia y Esgrima (La Plata) | 63  | 57 | 15 | 18 | 24 | 51 | 68 | -17  |
| 16   | Racing Club                   | 62  | 57 | 14 | 20 | 23 | 56 | 68 | -12  |
| 17   | Rosario Central               | 56  | 57 | 13 | 17 | 27 | 67 | 82 | -15  |
| 18   | Gimnasia y Esgrima (Jujuy)    | 56  | 57 | 13 | 17 | 27 | 61 | 90 | -29  |
| 19   | Godoy Cruz (Mendoza)          | 23  | 19 | 6  | 5  | 8  | 25 | 28 | -3   |
| 20   | San Martín (Tucumán)          | 20  | 19 | 5  | 5  | 9  | 15 | 18 | -3   |

|  | Qualification directe pour la Copa Libertadores 2009                                                                                              |
|  | Qualification pour le tour préliminaire de la Copa Libertadores 2009                                                                              |
|  | Ouv 2007 : Vainqueur du tournoi d'Ouverture 2007 Clo 2008 : Vainqueur du tournoi de Clôture 2008 Ouv 2008 : Vainqueur du tournoi d'Ouverture 2008 |

## Bilan de la saison
| Championnat d'Argentine de football 2008 |                                                                                                  |
| Champion                                 | Boca Juniors (29e titre)                                                                         |
| Coupes et trophées                       |                                                                                                  |
| Vainqueur de la Coupe d'Argentine 2008   | Non disputée                                                                                     |
| Qualifications continentales             |                                                                                                  |
| Copa Libertadores 2009                   | Boca Juniors San Lorenzo de Almagro Lanús River Plate Estudiantes (La Plata) (tour préliminaire) |
| Promotions et relégations                |                                                                                                  |
| Promus en Primera Division               | Aucun                                                                                            |
| Relégués en Primera B Nacional           | Aucun                                                                                            |